# 杂谷厅
杂谷厅（藏語：རྒྱ་ཁརྒྱལ་ཁ།།，威利转写：bkra shis gling），清朝时设置的厅。
乾隆十七年（1752年）改杂谷安抚司置，治所在今四川省理县东北薛城。隸龍安府。二十五年（1760年），升为杂谷直隶厅，属四川省。辖境相当今理县、马尔康等县地。嘉庆八年（1803年）改为理番直隶厅。